# Breutelia luteola
Breutelia luteola là một loài rêu trong họ Bartramiaceae. Loài này được Müll. Hal. ex Broth. mô tả khoa học đầu tiên năm 1897.